# Eustomias problematicus
Eustomias problematicus es una especie de pez de la familia Stomiidae en el orden de los Stomiiformes.

## Morfología
• Las hembras pueden llegar alcanzar los 13,8 cm de longitud total.

## Hábitat
Es un pez de mar y de aguas profundas que vive hasta 800 m de profundidad.

## Distribución geográfica
Se encuentra cerca de Hawái.